# Maurice Lafond
Pour les articles homonymes, voir Lafond.
Maurice Lafond, c.s.c. (10 mai 1915 - 2 octobre 1998) est un prêtre de la congrégation de Sainte-Croix au Québec, aumônier général de la Jeunesse étudiante catholique (J.É.C.), éducateur, directeur de collège classique, supérieur de la Province canadienne de la congrégation de Sainte-Croix, administrateur ecclésiastique et curé de paroisse.

## Biographie

### Jeunesse, études: 1915-1940
Maurice Lafond naît le 10 mai 1915 à Saint-André d’Acton Vale du mariage de Reine Jeté et de Damien Lafond. Il décède le 2 octobre 1998 à l'Hôpital Général de Montréal.
Son père Damien, boucher de son métier, est un homme influent dans son village. Le couple, qui a  neuf enfants, soit cinq filles (Juliette, Thérèse, Madeleine, Françoise et Jacqueline) et quatre garçons (Jean, Paul, Maurice et Jacques), souhaite leur donner une éducation de qualité. Les garçons fréquentent l’Académie Saint-Gabriel d’Acton Vale avant de poursuivre leurs études classiques au Séminaire de Saint-Hyacinthe. Jean, l’aîné, devient médecin et maire de Douville; Paul et Jacques se lancent en affaires
et Maurice, 4e enfant de la famille complète ses études primaires à l’Académie Saint-Gabriel, de 1921 à 1928, puis il s’inscrit au Séminaire de Saint-Hyacinthe pour entreprendre son cours classique; il y demeurera six ans jusqu’à la fin de la classe de rhétorique, soit de 1928-1934. Il a notamment pour ami de collège, Daniel Johnson, futur premier ministre du Québec. Organisateur-né, il fait montre de ses talents en mettant sur pied des plaidoiries hebdomadaires autour du thème de la «refrancisation» du Québec, sans doute influencé par le courant nationaliste de son époque autour de Lionel Groulx.
En septembre 1934, il décide de poursuivre ses études classiques au Collège de Saint-Laurent pour ses deux années de philosophie (1934-1936). Pour compenser les frais d’inscription, il propose ses services comme auxiliaire d’enseignement. Il sera tour à tour maître de salle et professeur de mathématiques. Le jeune provincial découvre alors un milieu collégial urbain en plein essor.
Au Collège de Saint-Laurent, il prend contact avec la Jeunesse étudiante catholique (J.É.C.) qui vient d’être fondée à l’automne de 1935 et qui s’implante rapidement dans tous les collèges classiques du Québec.
Le Collège de Saint-Laurent inspire le jeune Maurice Lafond à plusieurs égards. C’est l’époque où le théâtre collégial est à son meilleur. On y joue le répertoire classique français : Athalie, Polyeucte, Britannicus, etc. C'est dans cette institution que sera créé en 1937 la célèbre troupe des Compagnons de Saint-Laurent par le Père Émile Legault, c.s.c..
Maurice Lafond remarque l’esprit de famille qui règne dans ce collège. Il assiste, impressionné, à l’ordination de 14 nouveaux prêtres de Sainte-Croix dans la chapelle du collège, le 2 février 1936. Sans doute y a-t-il trouvé le chemin de sa vocation.
Détenteur d’un baccalauréat ès arts en avril 1936, il est élu secrétaire de sa promotion. Il entre aussitôt au noviciat de Sainte-Croix situé à Sainte Geneviève-de-Pierrefonds, à l’ouest de l’île de Montréal. Il y passe un an.
L’année 1937 est marquée par la mort du Frère André, le 16 août, et le centenaire de la Congrégation de Sainte-Croix. 
De 1937 à 1941, Maurice Lafond poursuit des études en théologie au scolasticat d’Atwater. Selon son confrère André Legault, Maurice se fait remarquer par ses qualités de leadership, en plus de s’intéresser à trois champs d’activités : les missions, l’amour du fondateur et l’amour des pauvres.
Au cours de ses années d’études en théologie, Maurice Lafond met sur pied un « grenier du pauvre » au scolasticat et mobilise ses confrères étudiants en théologie pour une visite hebdomadaire dans les foyers démunis des quartiers de Saint-Henri et de Sainte-Cunégonde, à Montréal. Durant deux étés consécutifs, il organise également un camp de vacances pour les enfants pauvres de Montréal avec l’aide d’un collègue, Albert Roger. Cette initiative est à l’origine de la fondation de Boscoville par le Père Roger en 1941, une institution qui se consacre à la réhabilitation des jeunes délinquants.
Au cours de l’été de 1940, les jeunes scholastiques de la congrégation de Sainte-Croix réalisent le premier film canadien sur « La passion du Christ ». Le tournage a lieu à Carillon et Maurice Lafond y tient le rôle du Christ.
Le 15 septembre 1940, Maurice Lafond, licencié en théologie, est ordonné prêtre dans la chapelle du Collège de Saint-Laurent (1847), devenu le Cégep de Saint-Laurent (CSL) par Mgr Joseph Charbonneau, archevêque de Montréal. Il vient d’avoir 25 ans et s’apprête à entreprendre une longue carrière dans le domaine de l’Action catholique, de l’éducation, de l’administration religieuse et de la pastorale; elle durera près de 50 ans.

## Militant dans le mouvement de la JÉC: 1941-1954
Née en France, le mouvement de la Jeunesse étudiante catholique (JÉC) prend difficilement racine au Québec en 1934, inspiré du mouvement de la Jeunesse Ouvrière catholique (JOC) implanté quatre ans plus tôt. Deux Pères Oblats, Thomas Villeneuve, o.m.i. et Victor Charbonneau, o.m.i. tentent sans trop de succès de développer le mouvement dans les institutions d’enseignement. Ils réussissent néanmoins à y intéresser d’autres prêtres, dont les Pères de Sainte-Croix. Une rencontre décisive a lieu au Collège de Saint-Laurent, le 17 mars 1935. On se met d’accord pour définir la JÉC comme un mouvement d’action catholique spécialisé, destiné aux étudiants des institutions contrôlées par le clergé : collèges classiques, juniorats, séminaires, écoles apostoliques, écoles primaires supérieures, écoles normales. Il convient de noter que la JÉC excluait l’action nationale et politique de ses activités, contrairement aux cercles de l'Association catholique de la jeunesse canadienne-française (ACJC), déjà implantée dans certains collèges classiques à l’époque.
Après cette rencontre de Saint-Laurent, des sections de la JÉC s’implantent rapidement dans presque tous les collèges classiques du Québec dès l’automne de 1935. À l’été de 1936, la JÉC compte déjà deux mille membres. En octobre 1940, les Pères de Sainte-Croix lancent à Montréal Les Cahiers d’Action catholique, une revue mensuelle de la JÉC fondée par le Père Émile Deguire c.s.c. et dont le tirage atteint 10,00 exemplaires en 1945. 

### Aumômier général de la JÉC, rencontre avec Pie XII
C’est dans ce contexte général que se situe l’implication du Père Maurice Lafond dans la JÉC. En 1941, il est d’abord nommé assistant-aumônier général du Père Émile Deguire, aumônier général; une tâche qu’il partage avec un autre confrère, le Père Germain Lalande. En 1948, il succède au Père Deguise à titre d’aumônier général de l’ensemble de la JÉC; une fonction qu'il occupe durant 13 ans.  
Au cours de son mandat, il publie différents textes pour définir l’orientation et les champs d’action du mouvement. Il collabore également avec la JÉC d’expression anglaise au Canada, ainsi qu’avec les JÉC européennes et sud-américaines. 
À l’automne de 1946, Maurice Lafond fait partie de la délégation canadienne de la JÉC qui participe à des congrès du mouvement à Cambridge, Prague et Fribourg. La délégation en profite pour faire un détour par Rome afin d’être reçus en audience par le pape Pie XII. 
De 1948 à 1954, Maurice Lafond prend la relève du Père Deguise à direction des Cahiers d’Action catholique. Il met aussi sur pied un comité de cinéma qui publie deux revues : Bâtir et Découpages.

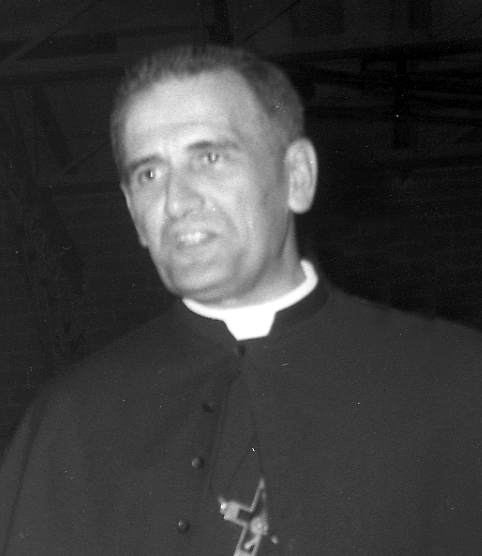
Maurice Lafond

Au cours de ses années à la JÉC, Maurice Lafond développe des liens avec les dirigeants laïcs du mouvement qui exerceront une influence marquée au Québec au cours des années qui précèdent la Révolution tranquille, dont Claude Ryan, qui occupe un poste de direction au sein de l’Action catholique à partir de 1945, avant de devenir directeur du quotidien Le Devoir en 1962. Maurice Lafond entretient également une correspondance importante avec Guy Rocher, Fernand Cadieux et plusieurs autres militants laïcs.

## Supérieur et bâtisseur du Collège Sainte-Croix: 1955-1962
En 1954, après une année de transition comme aumônier au Collège Basile-Moreau, un collège classique pour jeunes filles fondé par la congrégation des sœurs de Sainte-Croix en 1933, Maurice Lafond est nommé supérieur du Collège Sainte-Croix, qu’on appelait alors l’Externat classique Sainte-Croix. Il consacrera sept ans à la direction de cette institution située dans l’Est de Montréal.
L’Externat classique Sainte-Croix avait été fondé en 1929 par le Père Hervé Morin c.s.c., en pleine période de crise économique. Destiné aux jeunes du milieu ouvrier, c’était alors le seul collège classique de l’Est de Montréal. Après les premières années dans les locaux temporaires, rue Létourneau, on procède à la construction du pavillon Morin, rue Sherbrooke Est, en 1934, afin de répondre à la demande d’une population étudiante croissante. En 1950, la communauté de Sainte-Croix achète le Château Dufresne, rue Sherbrooke, coin Pie IX. Le pavillon Dufresne s’avère une solution temporaire. On y loge les quatre dernières années du cours classique. Le collège compte alors quelque 500 étudiants. 

### Agrandissement et financement du Collège
L’arrivée du Père Maurice Lafond à la direction du Collège Sainte-Croix coïncide avec l’accès au cours classique des premières cohortes du baby-boom d’après-guerre. L’institution manque d’espace et il faut agrandir. Le nouveau supérieur s’y emploi, mais doit faire face à deux obstacles majeurs : le financement et le manque de terrain disponible.  Le pavillon Morin, rue Sherbrooke, avait été construit sur un terrain aux dimensions limitées, coincé entre les rues Bourbonnière et Valois. Un agrandissement nécessitait la fermeture de la rue Valois entre les rues Sherbrooke et Hochelaga afin d’avoir accès au terrain vague situé de l’autre côté de cette rue. Le Père Lafond  entreprend de longues démarches auprès des autorités municipales pour obtenir la fermeture de la rue Valois. Il rencontre l’opposition du maire Jean Drapeau, puis obtient l’accord de son successeur, Sarto Fournier (1957-1960). Les autorités du collège ont dû, par ailleurs, verser d’importantes compensations aux résidents du bas de la rue Valois pour obtenir leur accord.
Quant au financement de l’agrandissement, il a suivi un cheminement non moins laborieux. Maurice Lafond frappe à plusieurs portes pour amasser les fonds nécessaires. Il organise d’abord en 1957 une souscription auprès des paroisses des alentours, des élèves et des anciens du collège, ainsi que des parents; ce qui permet de recueillir 72,231$. Les Pères de Sainte-Croix souscrivent pour leur part 500,000$, une somme respectable pour l’époque. Par la suite, Maurice Lafond défend son projet d’agrandissement auprès du député provincial du comté de Maisonneuve, Lucien Tremblay, et il obtient deux subventions du gouvernement unioniste de Maurice Duplessis totalisant 525,000$ en 1958. Les travaux préliminaires pouvaient donc commencer. Enfin, Paul Gérin-Lajoie, ministre de la jeunesse sous le gouvernement libéral de Jean Lesage, ajoute une autre subvention de 885,000$ pour la construction. Le nouvel immeuble qui triplait la surface disponible du pavillon Morin est finalement inauguré le 19 mai 1962 en présence du ministre Paul Gérin-Lajoie, du cardinal Paul-Émile Léger et du supérieur du collège, le Père Maurice Lafond. Ce dernier avait voulu doter son institution d’équipements modernes qui lui faisait cruellement défaut jusque-là, notamment des laboratoires, une bibliothèque, un amphithéâtre et un gymnase, en plus de salles de cours plus nombreuses.

### Intuition des changements à venir
À la veille de la Révolution tranquille, Maurice Lafond avait déjà l’intuition des changements à venir dans l’organisation du cours classique au Québec. Dans un discours devant l’Association des anciens du Collège, le 6 décembre 1959, il évoquait le fait que l’agrandissement en cours doublerait les effectifs étudiants de son institution, lesquels passeraient de 573 à 850, mais il insistait sur la nécessité de maintenir des classes de 35 élèves pour assurer aux étudiants une formation de qualité. Il appréhendait néanmoins les risques à venir d’une éducation de masse :
- « Nos collèges doivent sérieusement se poser la question : dans le but de rendre service, devons-nous grossir indéfiniment nos cadres étudiants, dilater outre mesure la cellule-classe, baisser les standards académiques et négliger la direction individuelle des élèves au bénéfice d’une masse à qui on monnayera une convenable médiocrité de l’esprit et du caractère? Cette médiocrité n’est pas la rançon nécessaire d’effectifs étudiants massifs mais, il faut le reconnaître, dans les présentes conditions de finance et de  personnel limités, elle constitue une menace perpétuelle pour ne pas dire irréversible. Si bien que les éducateurs des années 60 devront définir une politique d’inscription scolaire en considération des coordonnées capitales de la formation des élèves[19] ».

À la suite de ce constat, Maurice Lafond se demandait s’il ne valait pas mieux ne conserver dans le curriculum du collège que les quatre dernières années du cours classique, étant donné que les commissions scolaires offraient depuis quelques années déjà, les quatre premières années : «Mon intention n’est pas d’explorer ce champ complexe de facteurs; ce que j’en dis vous permet de vous douter des transformations prochaines dans nos collèges traditionnels».

## Supérieur de la Province canadienne de la congrégation de Sainte-Croix, 1962-1970
À 47 ans, encore dans la force de l’âge, Maurice Lafond quitte la direction du Collège Sainte-Croix pour devenir supérieur de la Province canadienne de la congrégation de Sainte-Croix. Son mandat de huit ans coïncide avec d’importants bouleversements dans le monde de l’éducation suscités par la Révolution tranquille. La réforme du système scolaire qui suit le dépôt du Rapport Parent donne naissance aux écoles secondaires polyvalentes à travers le Québec, puis aux Collèges d’enseignements général et professionnel (CÉGEP). Ce tournant marque la fin du cours classique traditionnel.

### Vente du Collège et redéploiement des effectifs religieux
Maurice Lafond procède alors à la vente du Collège Sainte-Croix au  ministère de l’Éducation nouvellement créé. Le collège est transformé en Cégep sous le nom de Collège de Maisonneuve, en août 1967.
En tant que supérieur provincial, Maurice Lafond doit aussi relever plusieurs défis auxquels font face les Pères de Sainte-Croix au même titre que les autres communautés religieuses au Québec. Au vent de changement suscité par le concile Vatican II au sein de l’Église catholique vient s’ajouter une problématique de laïcisation propre à la société québécoise. La plupart des enseignants religieux se retirent progressivement des collèges et autres maisons d’enseignement; certains passent à l’état laïc alors que d’autres se recyclent dans les missions étrangères ou dans la pastorale des paroisses locales.
Pour faire face à ce contexte général qui a bouleversé profondément le rôle des Pères de Sainte-Croix au sein de la société québécoise, Maurice Lafond procède à un redéploiement des effectifs qui demeurent dans sa communauté. Entre 1963 et 1970, plus d’une trentaine de Pères poursuivent des études spécialisées dans diverses universités, surtout en Europe. Par ailleurs, le Père Lafond poursuit la politique de ses prédécesseurs relative aux missions étrangères. Près du tiers des effectifs de la Province canadienne de la congrégation de Sainte-Croix sont dirigés vers les pays de mission de la communauté : Haïti, Brésil, Bangladesh, Inde du nord et du sud. 
Maurice Lafond cherche aussi à préserver l’avenir en restructurant le réseau des maisons de sa communauté en vue du recrutement et de la formation théologique de nouveaux membres. L’imposant Scolasticat de Sainte-Geneviève-de-Pierrefonds est vendu. Le noviciat qui y était rattaché est transféré à Sainte-Agathe-des-Monts, alors que quatre années de théologie se donnent désormais dans une maison de Côte-des-neiges, à proximité de l’Université de Montréal. Par ailleurs, une maison de retraite est aussi établie à la Côte-des-Neiges pour combler les besoins des membres vieillissants de la communauté.

## Une pastorale au service des paroisses et du milieu local, 1970-1992
À 55 ans, au moment de quitter ses fonctions de provincial des Pères de Sainte-Croix, Maurice Lafond est encore relativement jeune. Il consacrera les 22 dernières années de sa vie active à la pastorale paroissiale. Il choisit de prêter main-forte à Mgr Gérard-Marie Coderre, évêque de Saint-Jean-Longueuil. Ce dernier le nomme vicaire épiscopal des religieux de son diocèse, poste qu’il occupe de 1970 à 1975. Par la suite il est devient curé de la paroisse Sainte-Anne-de-Varennes, de 1975 à 1984, et enfin, administrateur et curé de  la paroisse-cathédrale Saint-Jean-l'Évangéliste de Saint-Jean-sur-Richelieu, de 1984 à 1992. Retraité par la suite à la Maison Basile-Moreau, il meurt à l’Hôpital général de Montréal, le 2 octobre 1998, à l’âge de 83 ans.

### Critique du mode de vie traditionnel des religieux
Dans sa Lettre aux religieux (1972), Maurice Lafond, inspiré par le Rapport Dumont sur la place des laïcs dans l’Église,  considérait «que les religieux devaient être des paroissiens engagés dans la communauté chrétienne à construire dans leur quartier d’habitation». Critique du mode de vie traditionnel des communautés religieuses qui ne correspondait plus à la situation nouvelle qui prévalait au Québec, il insistait sur l’importance du resourcement religieux et sur la priorité qu’il fallait accorder à la mission d’évangélisation et de service à la collectivité, plutôt que de valoriser «le club de célibataires ou la fraternité de dynamique de groupe, d’alibi affectif et sans projet».